# Телохранитель

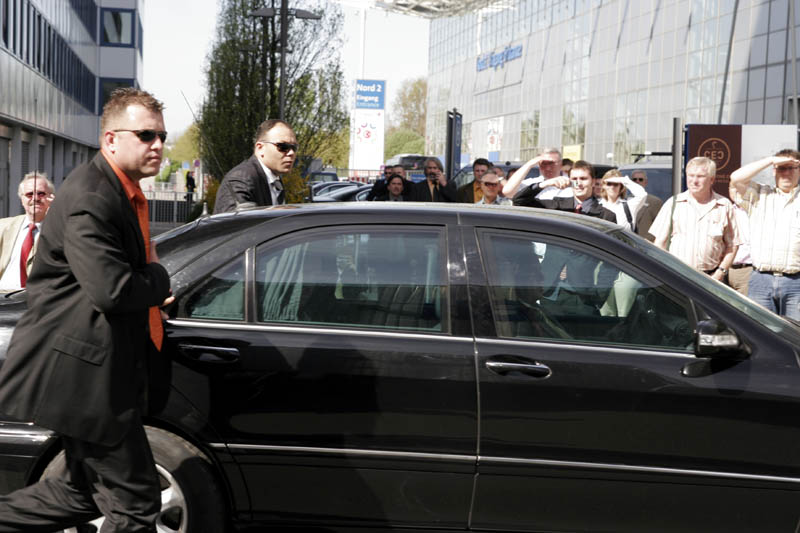
Работа телохранителей турецкого политика Реджепа Эрдогана.

Телохрани́тель (англ. bodyguard, от англ. body — тело и англ. guard — охрана) — квалифицированный сотрудник службы безопасности, непосредственно обеспечивающий безопасность охраняемого лица или человек, оказывающий услуги по личной охране, является одним из видов оперативного обеспечения или правительственным агентом, который защищает лицо или лица, — как правило, общественные, богатые, или политически важные фигуры — от опасностей: в целом от кражи, нападения, похищения, убийства, преследования, домогательства, потери конфиденциальной информации, угроз или других уголовных преступлений.

## Схемы работы телохранителей
Личная охрана обеспечивает физическую защиту руководителей компаний, ключевых менеджеров и частных лиц, членов их семей. Этот вид охраны обеспечивает очень высокую степень безопасности. Охраняемое лицо может выбрать способ охраны в зависимости от специфики своей деятельности. Практикуются различные варианты личной охраны:
- Личный телохранитель (схема два + один). Выделяется три телохранителя по схеме: два работают, один — в резерве.
- Личный телохранитель (схема один + один). Выделяются два телохранителя: один — прикреплённый, второй на сопровождение.
- Личный телохранитель (схема один + группа). Выделяется прикреплённый телохранитель. Мобильная группа присоединяется при возрастании угрозы.
- Телохранитель — водитель.
- Телохранитель для детей.
- Бизнес — эскорт. Выделяется три — четыре телохранителя. Мобильная группа присоединяется при возрастании угрозы.

## Распределение обязанностей

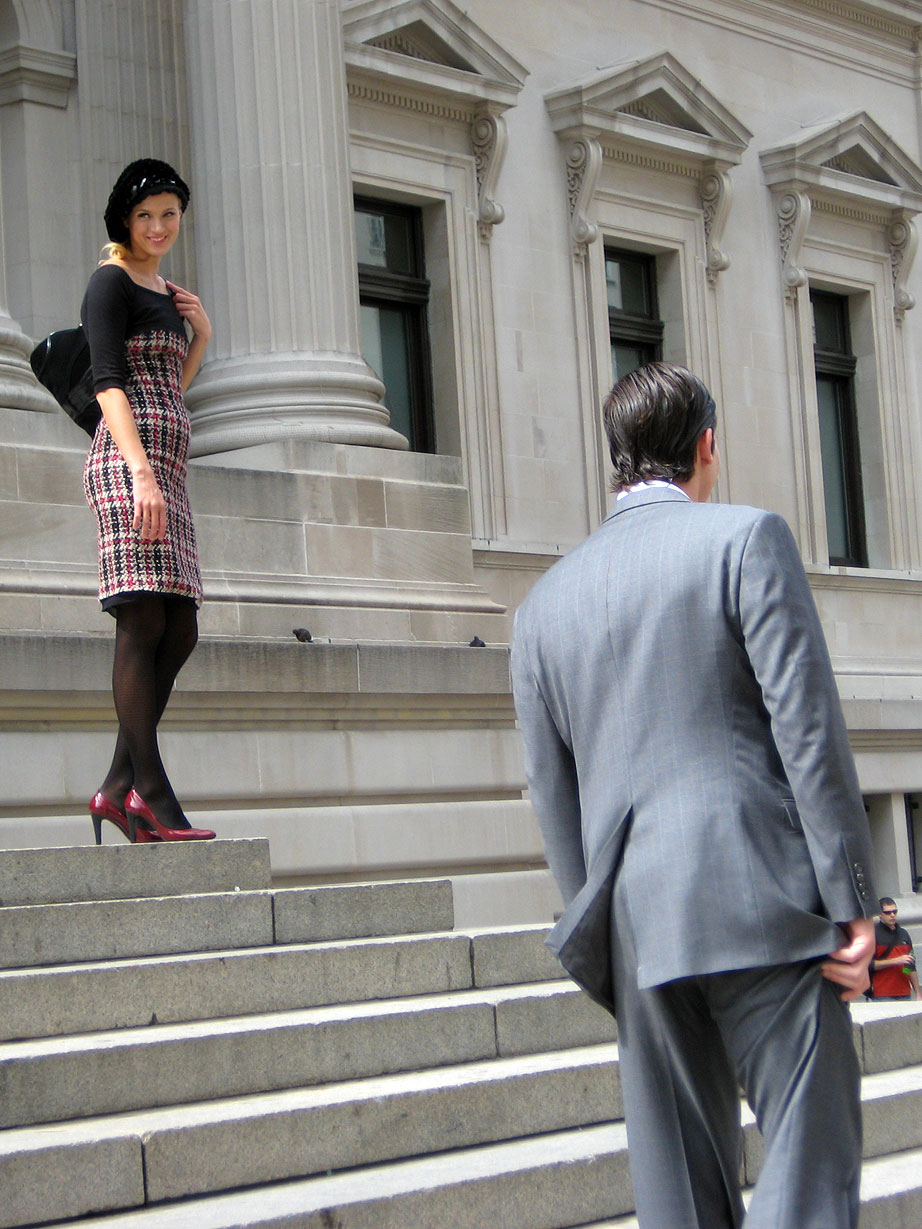
Телохранитель держит толпу от своего клиента, a именно модели, во время её фотосессии.

Роль телохранителя зависит от нескольких факторов. Во-первых, она зависит от роли данного телохранителя в тесной командной защите. Телохранитель может быть водителем-телохранителем, телохранителем ближней защиты (тем, кто сопровождает клиента), или частью вспомогательной единицы, которая обеспечивает охрану при помощи: обнаружения самодельных взрывных устройств, обнаружения электронных следящих устройств, таких как видеокамеры, многостороннего мониторинга улицы на наличие снайперов, предварительного поиска объектов и их проверки — людей из окружения, которые будут иметь контакт с клиентом.
Во-вторых, роль телохранителя зависит от уровня риска, который представляет опасность для клиента. Телохранитель по защите клиента с высоким риском политического убийства будет концентрироваться на различных аспектах безопасности (например, проверка автомобилей на взрывные устройства, бомбы или наблюдение за потенциальными стрелками и так далее), в отличие от телохранителя, сопровождающего знаменитость, которую в настоящее время преследуют агрессивные фанаты, бульварные журналисты и папарацци: работа такого телохранителя будет заключаться, например, в просьбе отойти и преграждении пути для поддержания субъектов на расстоянии. Некоторые телохранители специализируются на личной охране детей VIP (высокопоставленных) лиц, а именно защите их от похищения, убийства, и так далее. Такую роль телохранителя иногда шуточно называют «mannyguarding» (каламбур на слово «nanny» — рус. няня).

## Россия
В России частная охранная деятельность предусматривает оказание услуг по защите жизни и здоровья граждан частными охранниками, к которым относятся и лица, оказывающие услуги по личной охране (телохранители). Их деятельность регулируется Законами Российской Федерации — России «О частной детективной и охранной деятельности в Российской Федерации» и «Об оружии». Согласно первому закону, гражданин России, достигнувший 18 лет и получивший лицензию на частную охранную деятельность, имеет право работать частным охранником либо в частном охранном предприятии, либо в службе безопасности предприятия. Телохранитель вправе использовать служебное огнестрельное оружие и гражданское оружие самообороны (травматические и газовые пистолеты или револьверы). В настоящее время телохранители в России не имеют профильного правового поля. В силу этого обстоятельства заключить юридически признаваемый договор на обеспечение личной безопасности не представляется возможным.

## Профессиональные объединения

### Международная ассоциация телохранителей (IBA)
Основана в Париже в 1957 году. Является одной из старейших и крупнейших организаций телохранителей. Объединяет профессиональных телохранителей правительственных, военных, полицейских и гражданских служб безопасности.

### Национальная Ассоциация Телохранителей России
Основана офицерами 18-го отделения 1-го отдела 9-го Управления КГБ СССР 20 декабря 1995 года в Москве. С момента образования НАСТ России не имеет собственного юридического лица, а представляет собой объединение таковых. Президент НАСТ России — офицер запаса 9-го Управления КГБ СССР Д. Н. Фонарёв.

### Украина

#### Национальная ассоциация телохранителей Украины
Основана 1 сентября 2006 года (государственная регистрация от 8.12.2006 г. № 1071) в Одессе. Президент НАСТ Украины — Алексей Сулимов.

#### Национальная Профессиональная Лига Телохранителей Украины (NPBL Ukraine)
Основана 17.02.2010 г. Президент «NPBL Ukraine» — Резник Андрей Витальевич

## Соревнования
Под эгидой профессиональных объединений проводятся соответствующие национальные и международные соревнования телохранителей, носящие спортивно-прикладной характер и, как правило, включающие в себя единоборства, пулевую стрельбу, вождение автомобиля, преодоление различных препятствий, моделирование задач по защите клиента от условных посягательств в разной обстановке.

## Стереотипизация
Восприятие роли телохранителя часто отличается от его реальных обязанностей, которые в основном сводятся к планированию маршрутов, предварительному поиску безопасных помещений и зданий, исследованию фона людей, которые будут иметь контакт с клиентом, поиск транспортных средств и внимательному сопровождению клиента по ежедневному маршруту. Искажению образа способствуют театрализованные боевики, в которых телохранители изображаются, в основном, в перестрелках с нападающими.

## Экранизация
- Телохранитель (1992) — кинофильм (США), рассказывающий историю любви поп-звезды и её телохранителя и их трагического разрыва.
- Телохранитель — индийский фильм 2011 года.
- «Городской охотник» — анимационный многосерийный детективный сериал (Япония) по манге Цукасы Ходзё.
- «Телохранитель» (2006) — телесериал (Россия) о телохранителях частного охранного агентства «Командор».